# Ussher Fort
Ussher Fort är ett fort i stadsdelen Jamestown i Accra i Ghana. Det uppfördes 1642 av Nederländska västindiska kompaniet som en handelsstation och utvidgades 1649 till en befästning med namnet Fort Crèvecœur. Det var ett slavfort.
Fortet, som delvis hade skadats i en jordbävning, övertogs av britterna 1868. De lät renovera det och uppkallade fortet efter den brittiska guvernören i Guldkusten, Herbert Taylor Ussher.

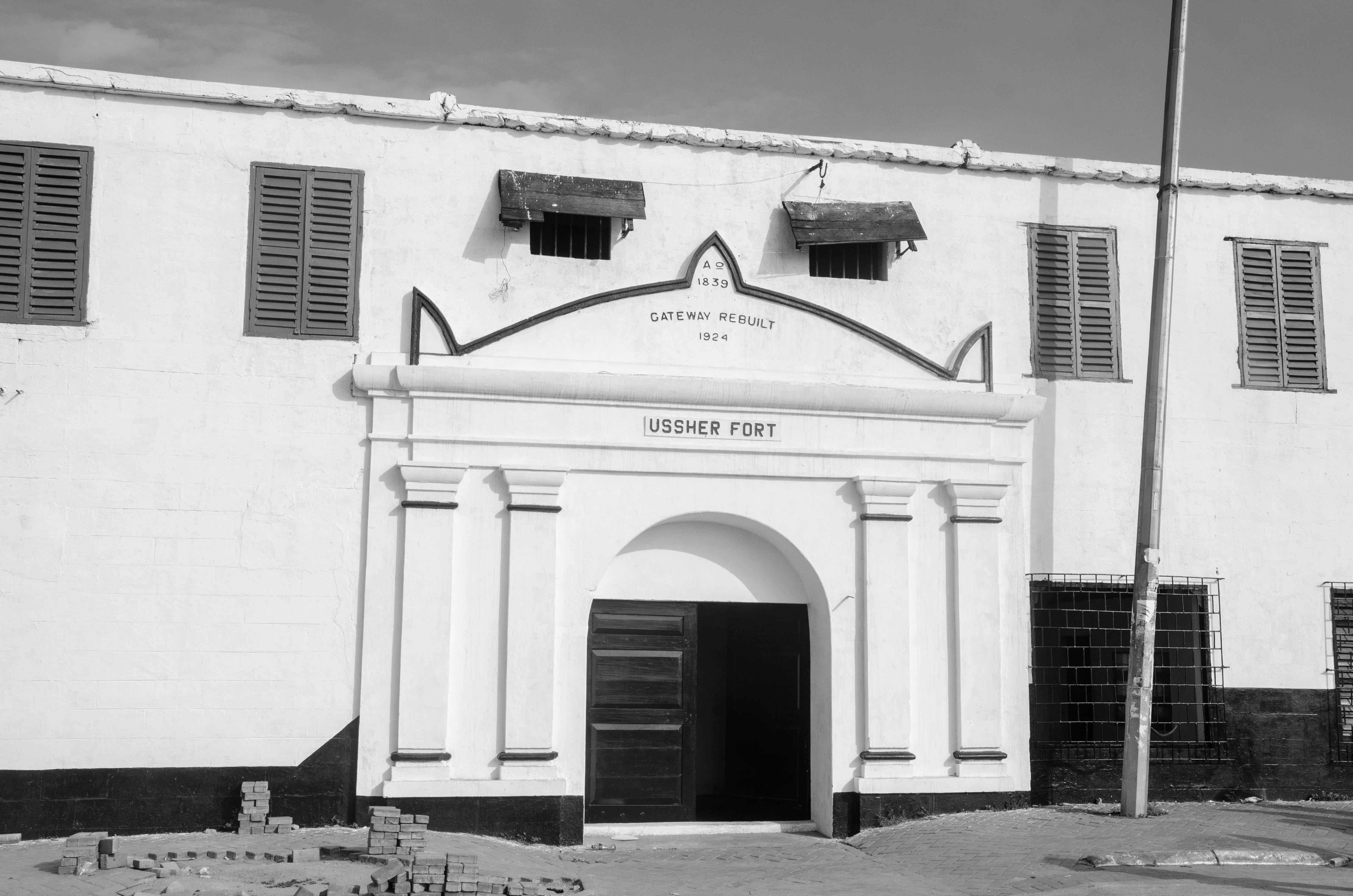
Ussher Fort, 2016.

Ussher Fort har bland annat använts som polisstation, fängelse,  flyktingförläggning och museum. Delar av fortet renoverades med stöd av Nederländerna 2019 och två år senare nyinvigdes en utställning om slaveri som hade varit stängd sedan 2014.
År 1979 utsågs Ussher Fort tillsammans med tre befästningar och ett tiotal andra fort längs Ghanas kust till världsarv av Unesco.